# Borová u Poličky (nádraží)
Borová u Poličky je železniční stanice v obci Borová v okrese Svitavy v Pardubickém kraji. Leží v km 28,429 neelektrizované jednokolejné trati Svitavy – Žďárec u Skutče mezi stanicemi Polička a Čachnov.

## Historie
Provoz stanice byl zahájen 16. října 1897, tedy společně se zprovozněním místní dráhy, která byla ve Skutči napojena na trať společnosti Rakouská severozápadní dráha (ÖNWB). Původní název Borowa byl změněn po roce 1918 na Borová u Poličky.

## Popis stanice
Nástupiště v délce 60 m je u dopravní koleje č. 1 a u dopravní koleje č. 2 v délce 90 m. Manipulační kolej č. 3 je dlouhá 87 m, č. 3a má délku 42 m a č. 3b má délku 40 m. Stanice je dálkově řízena ze Svitav.